# Halve marathon van Egmond 1990
De halve marathon van Egmond 1990 vond plaats op zondag 14 januari 1990. Het was de achttiende editie van deze halve marathon. Dit sponsor van dit evenement was de Verenigde Spaarbank, die de halve marathon van Egmond als enige loop in Nederland had opgenomen in haar topsportplan. In totaal schreven 6850 atleten zich in voor de wedstrijd; dat was 250 minder dan het jaar ervoor en 1000 minder dan het recordjaar in 1988. 
De Nederlander Marti ten Kate won de wedstrijd bij de mannen in 1:03.32. Hij bleef hiermee slechts zeven tellen boven zijn eigen parcoursrecord uit 1988. De overwinning bij de vrouwen ging naar de eveneens Nederlandse Carla Beurskens. Met een tijd van 1:13.25 was zij voor de tweede keer in haar sportieve loopbaan als eerste vrouw terug in Egmond aan Zee.
Ongeveer 50.000 toeschouwers bekeken de wedstrijd onder goede weersomstandigheden. Met 29 teams verdubbelde het aantal teams bij de businessloop bijna ten opzichte van het jaar ervoor.

## Uitslagen

### Mannen
| pos. | atleet            | land           | tijd    |
| ---- | ----------------- | -------------- | ------- |
| 1    | Marti ten Kate    | Nederland      | 1:03.32 |
| 2    | Youssouf Doukal   | Djibouti       | 1:03.36 |
| 3    | John Vermeule     | Nederland      | 1:04.12 |
| 4    | Dirk Vanderherten | België         | 1:04.24 |
| 5    | Gyula Borka       | Hongarije      | 1:04.38 |
| 6    | Alex Hagelsteens  | België         | 1:04.51 |
| 7    | Cor Lambregts     | Nederland      | 1:05.03 |
| 8    | Henrik Jørgensen  | Denemarken     | 1:05.46 |
| 9    | Marek Deputat     | Polen          | 1:05.48 |
| 10   | Peter Dall        | Denemarken     | 1:05.58 |
| 11   | Perzske           | Polen          | 1:06.05 |
| 12   | Sander            | West-Duitsland | 1:06.13 |
| 13   | Gerard Kappert    | Nederland      | 1:06.17 |
| 14   | Huub Pragt        | Nederland      | 1:06.21 |
| 15   | Aart Stigter      | Nederland      | 1:06.33 |

### Vrouwen
| pos. | atlete            | land       | tijd    |
| ---- | ----------------- | ---------- | ------- |
| 1    | Carla Beurskens   | Nederland  | 1:13.25 |
| 2    | Jolanda Homminga  | Nederland  | 1:14.56 |
| 3    | Joke Kleijweg     | Nederland  | 1:16.20 |
| 4    | Anne van Schuppen | Nederland  | 1:17.39 |
| 5    | Nielsen           | Denemarken | 1:20.19 |
| 6    | Molanr            | Hongarije  | 1:21.27 |
| 7    | Wilma van Wouw    | Nederland  | 1:22.57 |
| 8    | Van Velzen        | Nederland  | 1:24.08 |

1973 ·
1974 ·
1975 ·
1976 ·
1977 ·
1978 ·
1979 ·
1980 ·
1981 ·
1982 ·
1983 ·
1984 ·
1985 ·
1986 ·
1987 ·
1988 ·
1989 ·
1990 ·
1991 ·
1992 ·
1993 ·
1994 ·
1995 ·
1996 ·
1997 ·
1998 ·
1999 ·
2000 ·
2001 ·
2002 ·
2003 ·
2004 ·
2005 ·
2006 ·
2007 ·
2008 ·
2009 ·
2010 ·
2011 ·
2012 ·
2013 ·
2014 ·
2015 ·
2016 ·
2017 ·
2018 ·
2019 ·
2020 ·
2021 ·
2022 ·
2023 ·
2024 ·
2025